# Берёзовая роща (парк, Новосибирск)
Берёзовая Роща — парк культуры и отдыха в Дзержинском районе Новосибирска.

## История парка
До 1960 года территория парка была занята Новым городским кладбищем, появившимся здесь приблизительно в 1909 году. При кладбище находилась церковь Успения Пресвятой Богородицы.
Парк был заложен в 1963 году и до 1971 функционировал как филиал Центрального парка.
В 2008—2009 годах на территории парка проводилось масштабное благоустройство: санитарная вырубка и посадка молодых деревьев (берёза, кедр, сосна), замена асфальтового покрытия, разбивка газонов и т.д.
Летом 2013 года в парке состоялось открытие четырёхъярусного фонтана с подсветкой, приуроченное к 120-летию Новосибирска.

## Инфраструктура
В восточной части парковой территории располагаются аттракционы и прокатные пункты спортивного инвентаря, в зимнее время действует хоккейная площадка и подсвечиваемая лыжня, в западной его части находится дворец культуры «Строитель». В северной части — татарская усадьба (где находится областной Татарский культурный центр).
В парке расположен храм Успения Пресвятой Богородицы.
Здесь действует контактный зоопарк «Лесная сказка» и имеются две эстрадные сцены, функционируют теннисные корты.

## Флора парка
В парке произрастают естественные березняки (приблизительный возраст — 80—90 лет), кроме того, растут породы черемухи, клёна, рябины, ели, лиственницы и сосны, а также кустарниковые породы: шиповник, кизильник, сирень, чубушник, снежноягодник и некоторые другие виды.

## Памятники
- Памятник воинам, умершим от ран в госпиталях города Новосибирска в годы Великой Отечественной войны
- Закладной камень аллеи «Поколение 21»

## Организации
- Городской центр садоводства
- Федерация ушу Новосибирской области
- ресторан «Царский двор»